# 金都中心

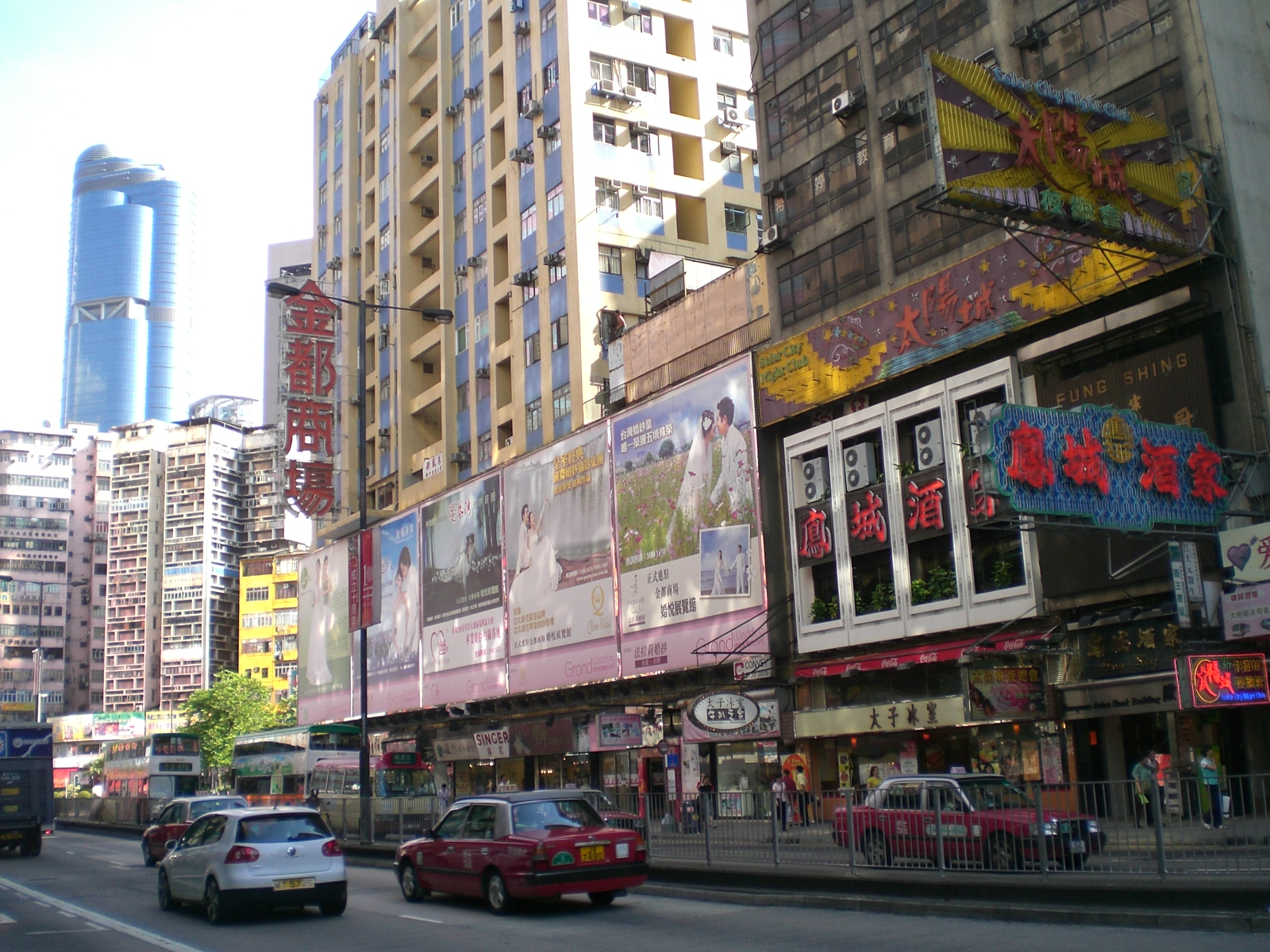
金都中心

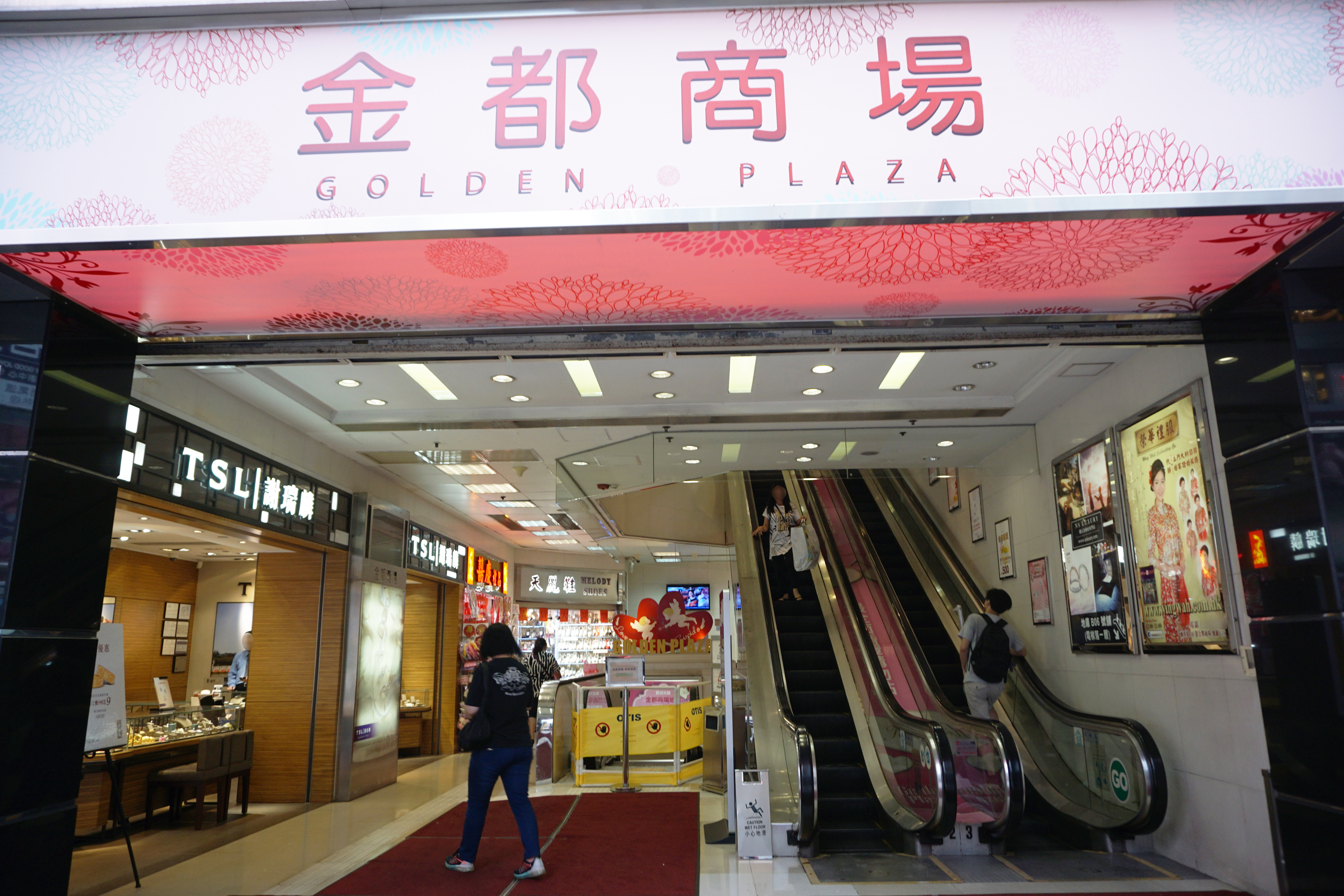
商場入口及地下

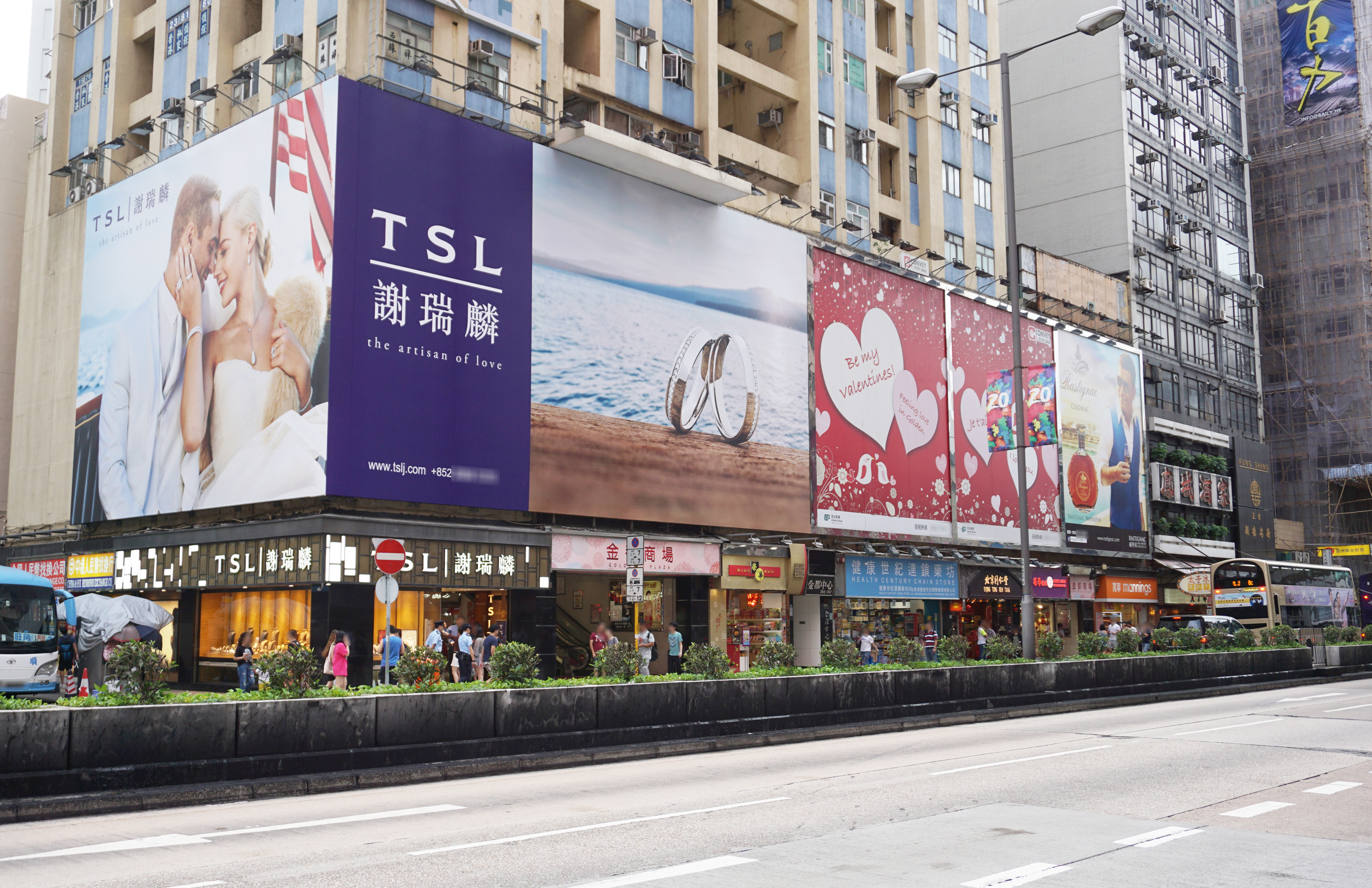
商場外觀

金都中心（英語：Golden Plaza）為香港的一個住宅及商場綜合樓宇，1980年落成（45年前），位於九龍旺角彌敦道、鴉蘭街交界，毗鄰港鐵太子站及聯合廣場。前身為彌敦道745號、745A及745B唐樓，1977年9月12日，太子站地盤隧道發生嚴重地陷，面積達35立方尺，當局因此緊急疏散該3幢唐樓內的居民。有關唐樓由於結構受影響需要拆卸，並重建為金都中心，發展商為益大發展有限公司。
基座的金都商場佔地五層，是一個以婚禮服務為主題的購物中心。商場內有大約150間店舖，包括婚紗禮服租賃、轎車租賃、金器珠寶、化妝服務、攝影錄影、各式花球裝飾、請帖訂製等等，為香港最大婚宴主題商場之一。

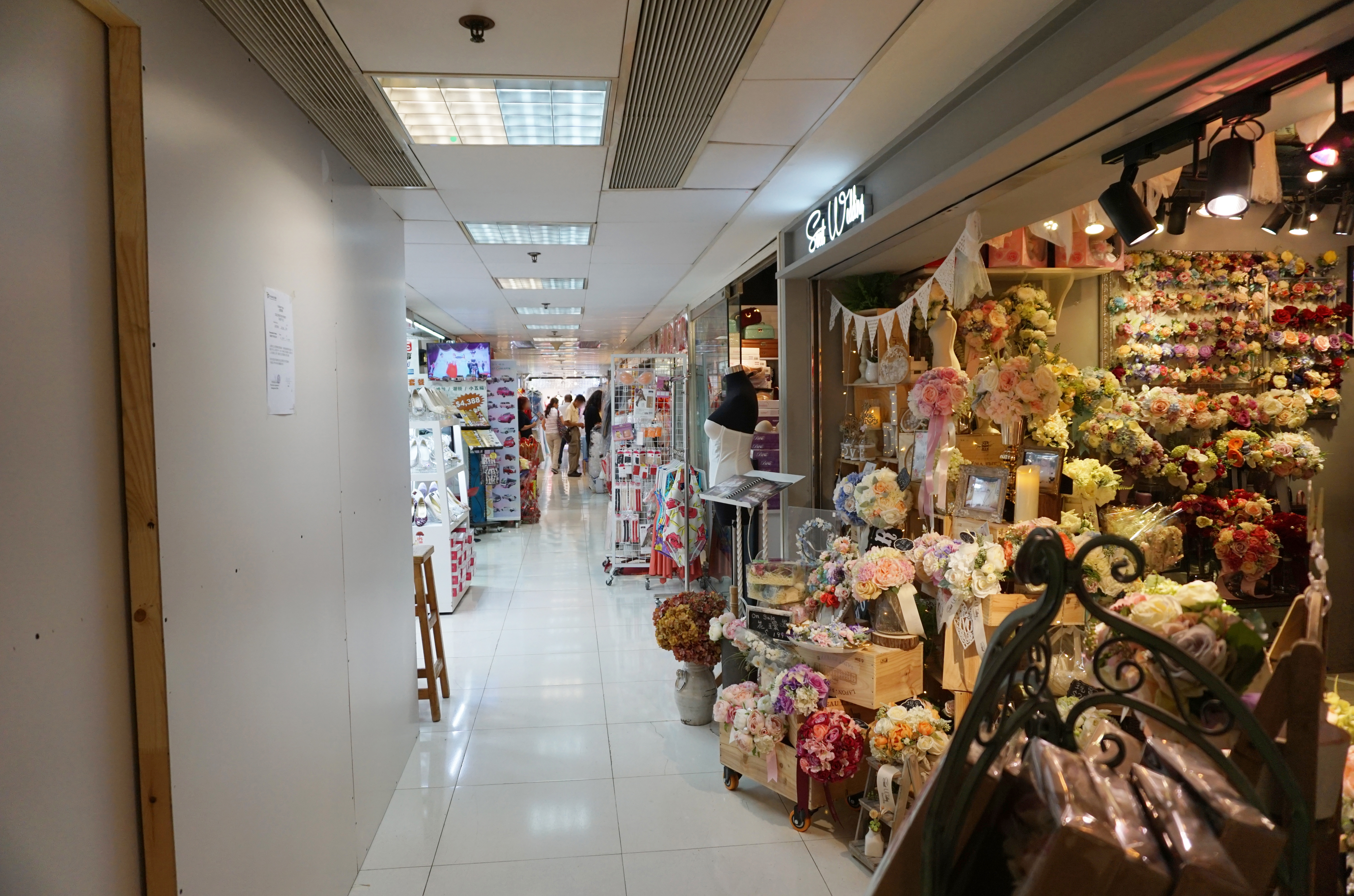
1樓
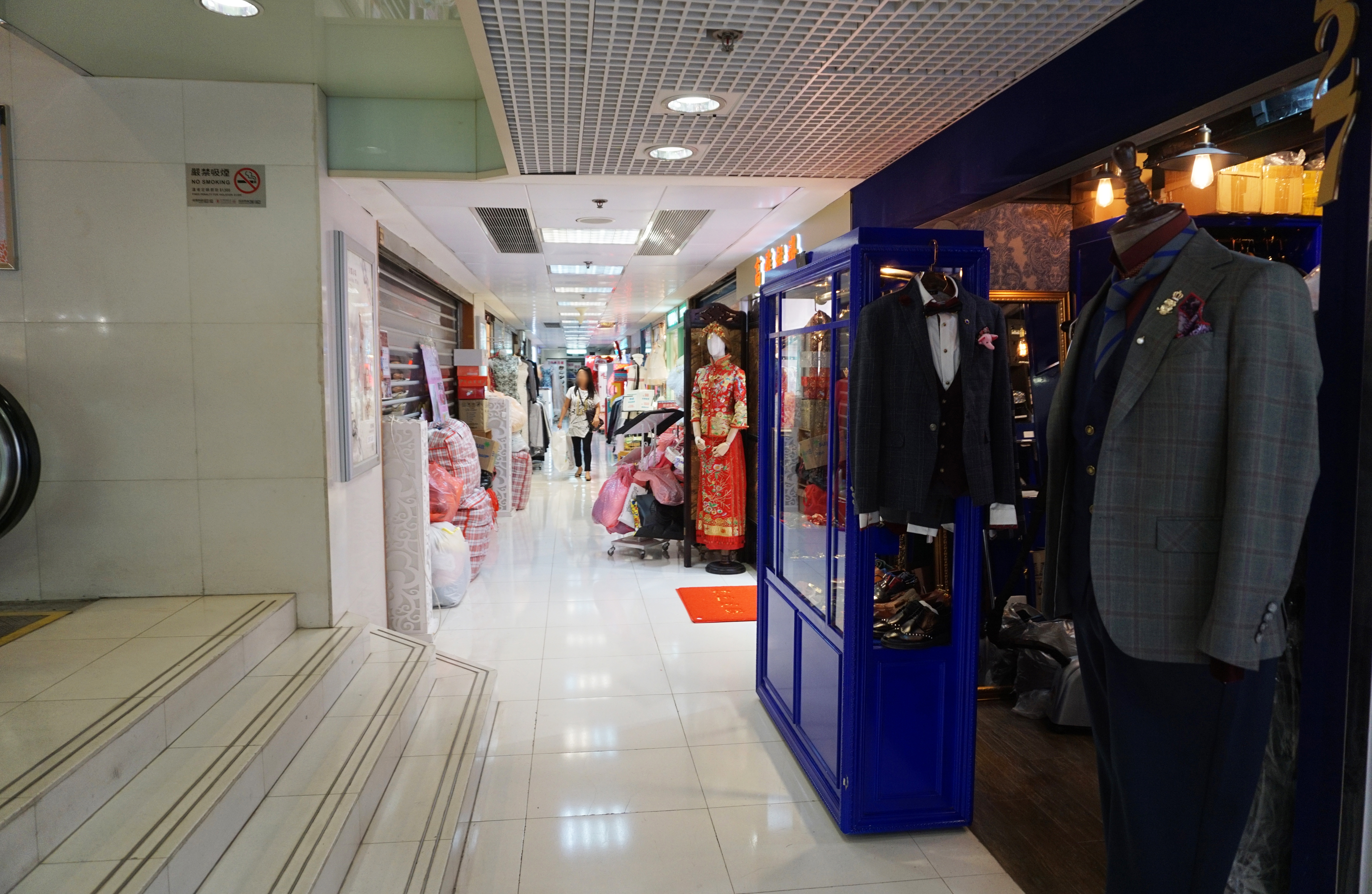
2樓
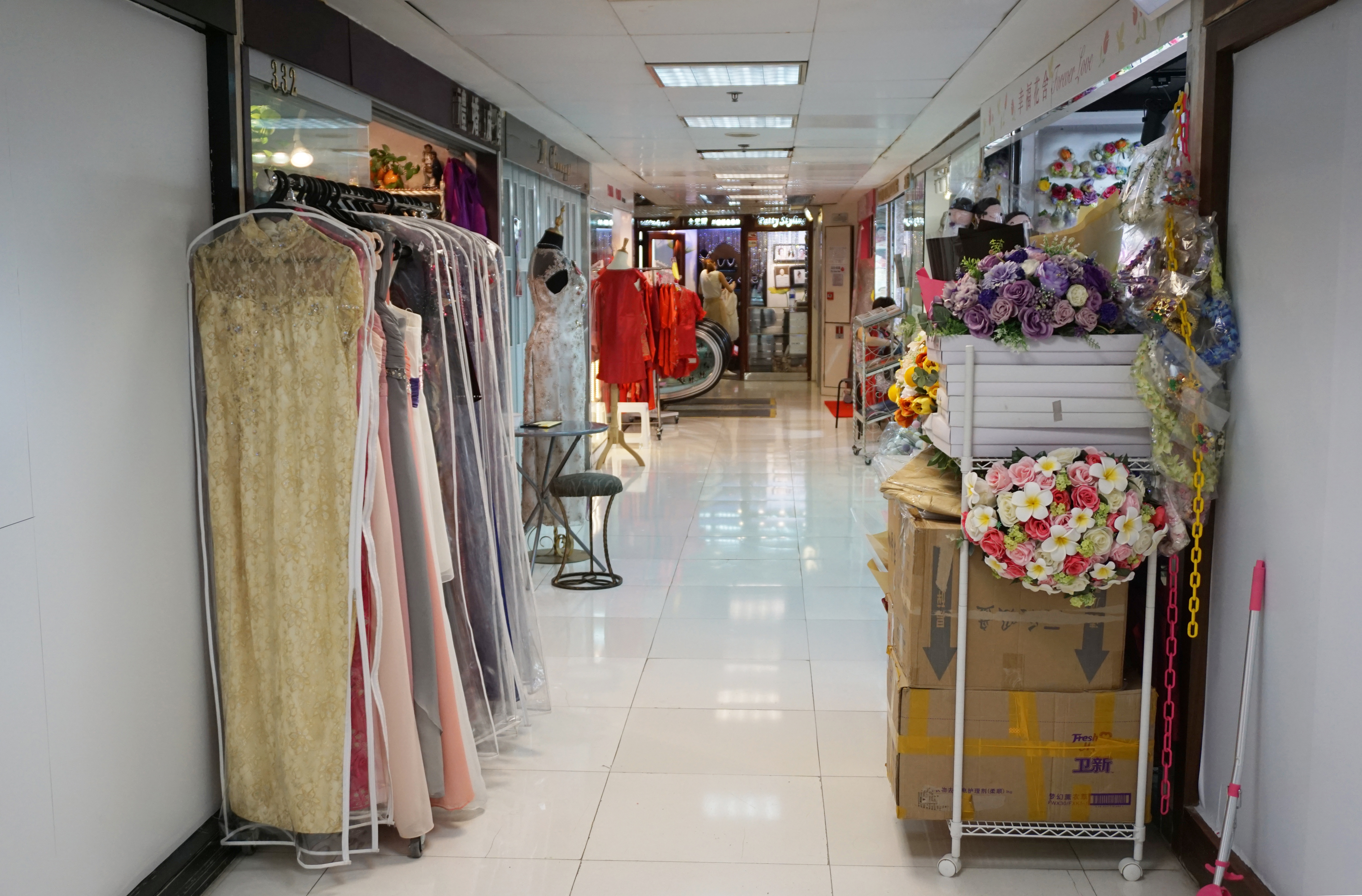
3樓

## 流行文化
- 《金都》：2020年電影，以金都商場為背景，由黃綺琳執導，鄧麗欣、朱栢康主演。